# Mastinocerus brevipennis
Mastinocerus brevipennis is een keversoort uit de familie Phengodidae. De wetenschappelijke naam van de soort is voor het eerst geldig gepubliceerd in 1849 door Solier in Gay.